# آبشار مک‌دیارمید
آبشار مک‌دیارمید (به انگلیسی: McDiarmid Falls) آبشاری است که در بریتیش کلمبیا، کانادا واقع شده و ارتفاع کلی ریزشگاه آن ۱۰ متر (۳۳ فوت) است.